# Galatia (Kansas)
Galatia és una població dels Estats Units a l'estat de Kansas. Segons el cens del 2000 tenia 61 habitants.

## Demografia
Segons el cens del 2000, Galatia tenia 61 habitants, 27 habitatges, i 18 famílies. La densitat de població era de 63,7 habitants/km².
Dels 27 habitatges en un 18,5% hi vivien nens de menys de 18 anys, en un 55,6% hi vivien parelles casades, en un 3,7% dones solteres, i en un 33,3% no eren unitats familiars. En el 29,6% dels habitatges hi vivien persones soles el 18,5% de les quals corresponia a persones de 65 anys o més que vivien soles. El nombre mitjà de persones vivint en cada habitatge era de 2,26 i el nombre mitjà de persones que vivien en cada família era de 2,83.
Per edats la població es repartia de la següent manera: un 23% tenia menys de 18 anys, un 6,6% entre 18 i 24, un 26,2% entre 25 i 44, un 18% de 45 a 60 i un 26,2% 65 anys o més.
L'edat mediana era de 41 anys. Per cada 100 dones de 18 o més anys hi havia 104,3 homes.
La renda mediana per habitatge era de 28.750 $ i la renda mediana per família de 38.750 $. Els homes tenien una renda mediana de 22.188 $ mentre que les dones 31.250 $. La renda per capita de la població era de 16.282 $. Cap de les famílies i el 6% de la població estaven per davall del llindar de pobresa.

## Poblacions més properes
El següent diagrama mostra les poblacions més properes.